# Zagrammosoma melinum
Zagrammosoma melinum är en stekelart som beskrevs av Gordh 1978. Zagrammosoma melinum ingår i släktet Zagrammosoma och familjen finglanssteklar. Inga underarter finns listade i Catalogue of Life.